# G.U.Y.
«G.U.Y.» —literalmente en español: «Chico»— es una canción interpretada por la cantante y compositora estadounidense Lady Gaga e incluida en su tercer álbum de estudio, Artpop (2013). Gaga se encargó de componerla y producirla junto con el disc jockey ruso Zedd. El título de la pista es un acrónimo que abrevia los grafemas de la expresión «Girl Under You» —«Chica debajo de ti»—. Musicalmente es una canción pop que presenta influencias de la música techno europea y la electrónica. Su letra habla sobre tomar el rol sumiso en una relación, sumisión, lujuria, amor y empoderamiento sexual. El 21 de marzo de 2014, la intérprete declaró que «G.U.Y.» sería el tercer sencillo del álbum mientras que Interscope Records la lanzó como tal el 8 de abril del mismo año en Estados Unidos.
Previo a su lanzamiento como sencillo, la canción llegó al puesto número cuarenta y dos de la lista de popularidad surcoreana Gaon Chart tras vender 3 362 copias digitales. Después debutó en los conteos de unos cuantos países, pero no logró llegar los primeros diez puestos en la mayoría de ellos. En los Estados Unidos, «G.U.Y.» se convirtió en el sencillo de Gaga con menor rendimiento en el Billboard Hot 100, tras solo llegar hasta la posición setenta y seis, aunque logró posicionarse en el cuarto lugar del Hot Dance Club Songs. Alcanzó el top 10 en las listas de Israel, la Región Flamenca de Bélgica, Croacia y Grecia. Por otro lado, fue una de las canciones más elogiadas del disco y recibió comentarios generalmente positivos por parte de los críticos de música. Algunos críticos la catalogaron entre los mejores momentos de ARTPOP, mientras que otros la compararon con sencillos anteriores de la cantante como «LoveGame» y «Alejandro».
Gaga se encargó de la dirección y producción del vídeo musical para promocionar el sencillo. Filmado en el Castillo Hearst, palacio situado cerca de San Simeón, California, a mediados de febrero de 2014, el vídeo contó con la participación del elenco de The Real Housewives of Beverly Hills, Andy Cohen y SkyDoesMinecraft, famoso jugador de Minecraft en YouTube. Con una duración total de casi 11 minutos, la obra muestra a Gaga como un ángel caído y lastimado, que revive en una piscina gracias a sus seguidores. Una vez rejuvenecida, la protagonista se venga de los hombres que la cazaron y los reemplaza con clones de hombres perfectos. Algunos críticos lo elogiaron por ser «espectacular» y «extravagante», mientras que otros lo tacharon de «bizarro». Además también interpretó la canción durante su primera residencia de conciertos en el Roseland Ballroom en Manhattan, Nueva York y la incluyó en el repertorio de su cuarta gira musical, el artRAVE: The ARTPOP Ball.

## Antecedentes y desarrollo

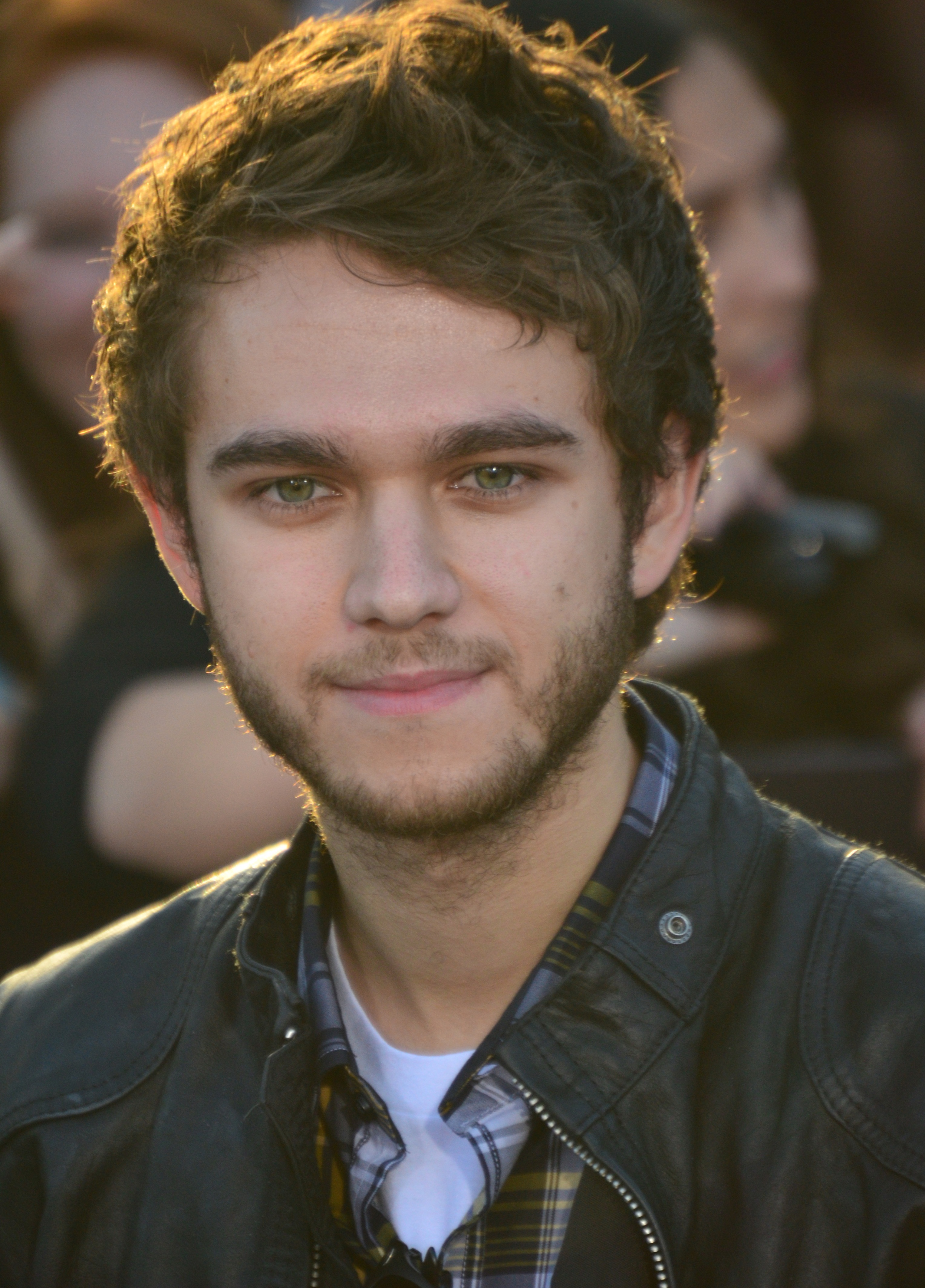
Además de haber remezclado «Born This Way» para Born This Way: The Remix (2011), Zedd se encargó de producir «G.U.Y.».

Lady Gaga y el disc jockey ruso Anton «Zedd» Zaslavski se encargaron de componer y producir «G.U.Y.». Dave Russell estuvo a cargo de las sesiones de grabación que se llevaron a cabo en los estudios Record Plant en Hollywood, California, con la asistencia de Benjamin Rice. Zedd también se encargó de mezclar el audio en el Zedd1 en Santa Mónica, California, con la ayuda de Ryan Shanahan y Jesse Taub. Gene Grimaldi masterizó la pista en los estudios Oasis Mastering en Burbank, California. Además, Sonja Durham, miembro del equipo creativo de Gaga, prestó su voz para la introducción de la canción. La cantante explicó que al tratarse de una coproducción sería «divertido para los admiradores de Zedd escuchar cuán diferente es con respecto a sus otros trabajos». Gaga dio a conocer el título de la pista durante una entrevista para la revista Stylist y comentó que trata sobre la transferencia de fuerza que siente cuando está debajo de un hombre. Cuando le preguntaron si «el maquillaje y el feminismo pueden ser amigos de verdad alguna vez», la cantante hizo una relación entre un «nuevo feminismo» y la canción al responder: 

«En verdad pienso que existe un nuevo feminismo que es completamente diferente y no creo que sea mejor o peor. Cualquier clase de feminista tiene opiniones válidas para ella misma sobre lo que significa ser una feminista, pero, como una feminista de la nueva era, diría que me gusta la transferencia de fuerza que siento al entregarme a un hombre –estar bajo él. Y de hecho escribí una canción sobre ello en el álbum, se llama "G.U.Y." y significa "Go Under You". Así que, usar maquillaje, oler delicioso y tener cosas chupables, besables y comibles entre tus miembros es algo que yo encuentro reconfortante porque sé que cuando escoja al chico correcto, podré dejar que tenga [el control]».

Aunque dio a conocer su nombre como un acrónimo de «Go Under You», la intérprete acudió a su cuenta en Littlemonsters.com para aclarar que su verdadero título significaba «Girl Under You». Tras participar vocalmente en una versión alternativa de «Stache» de Zedd, Gaga reveló que la canción contó con la ayuda del disc jockey para escribirla y producirla. Zaslavski contó a MTV News que «amamos hacer música más que a nada, por eso fue algo natural para nosotros trabajar en la música». También confirmó que compuso cerca de diez canciones con Gaga para ARTPOP aunque no estaba seguro de cuáles incluirían en el álbum. Para enero de 2013, Zedd aclaró además que era difícil terminar el proyecto debido a sus apretadas agendas y que el trabajo progresó principalmente durante la etapa asiática de la gira de Gaga, The Born This Way Ball.

## Lanzamiento y portada
El 14 de octubre de 2013, la cantante estrenó un snippet de doce segundos de la canción en su cuenta oficial de YouTube donde cantaba: «Love me, love me, please, retweet/Let me be the girl under you that makes you cry/I wanna be that G.U.Y.». Amy Sciarretto de PopCrush llamó al avance «corto y dulce» y remarcó su duración «extremadamente limitada» y Dave Lewis de HitFix dijo que ya sonaba «listo para una pista de baile llena y una arena agotada». Mientras que Saira Mueller de la edición australiana de MTV News insinuó que su letra se mostraba «polémica», John Walker de MTV Buzzworthy notó reminiscencias EDM-disco de los inicios de Gaga en la producción de «G.U.Y.» así como también encontró influencias de David Bowie. Lucas Villa de Examiner.com lo describió como «otro sonido prometedor» de ARTPOP. En enero de 2014, Interscope Records subió la pista «Gypsy» a su cuenta de SoundCloud como parte de una lista de sencillos que enviarían a las radios estadounidenses. Esto provocó que los medios especularan que esta canción sería el tercer sencillo del álbum. Gaga también anunció sus planes de grabar un nuevo vídeo musical, lo que coincidió con los rumores sobre el corte. En febrero de 2014 anunciaron que la cantante había conseguido el permiso para grabar un proyecto musical en el Castillo Hearst cerca de San Simeon, California, ese mismo mes. Sin embargo no fue hasta marzo que Dateline tuiteó que el sencillo se trataba de «G.U.Y.» a través del siguiente mensaje: «Sí, escucharon bien: Lady Gaga va a estrenar el vídeo musical para "G.U.Y." el sábado a las 8 de la noche en NBC, ¡justo antes de nuestro Saturday Night Mystery!».
Streamline Records envió «G.U.Y.» a las radios italianas el 23 de marzo de 2014 e Interscope, el 8 de abril del mismo año a las estadounidenses. En Reino Unido, Polydor estrenó la canción radialmente el 12 de mayo. Aunque tres días atrás la disquera de la intérprete publicó una diferente junto con su versión de radio, Gaga reveló la carátula oficial del sencillo el 24 de marzo de 2014 a través de su cuenta de Twitter y de Facebook. Rodeada por un marco blanco, la fotografía fue tomada del vídeo musical de la canción y sigue con la temática de las portadas de los sencillos anteriores con un efecto de polaroid y con las palabras escritas por la misma Gaga. La cantante aparece lastimada y sucia entre plumas en la imagen representando un «fénix que se alza de sus cenizas» y vestida con un traje oscuro de cuello alto al cuerpo. El 19 de abril, la artista subió cuatro remezclas de la canción a su cuenta de YouTube hechas por KDrew, Rami Samir, Wayne G y Lovelife. El extended play de remezclas correspondiente a «G.U.Y.» incluyó las mismas junto con otra versión del tema hecho por St. Lucia.

## Composición
«G.U.Y.» es una canción pop robótica con elementos del techno europeo y el electro que se desarrolla sobre un ambiente dance y utiliza sintetizadores y palmadas electrónicas. También presenta arreglos de piano e influencias de la música industrial y el house. Según las partituras publicadas por Sony/ATV Music Publishing en el sitio Musicnotes, «G.U.Y.» se encuentra en un compás de cuatro cuartos con un tempo moderado de entre 108 y 112 pulsaciones por minuto. Está compuesta en la tonalidad de do menor y sigue una progresión armónica basada en do quinta-do menor-fa menor-do-do menor-re bemol mayor séptima; la voz de Gaga abarca un registro desde re3 hasta do5.
La letra de «G.U.Y.» trata diversos temas como la sumisión sexual, la lujuria, el amor y el empoderamiento sexual, además de estar relacionada con una «tercera ola de feminismo» y el gender bending. La pista implementa las palabras, los significados y el doble sentido; con el título de la canción misma, Gaga juega con la idea de los comportamientos definidos por el género, la inversión de estos papeles y las políticas sexuales en una relación. También hace referencia a su vida pública en línea en versos como «ámame, ámame, por favor, retuitea». La artista explicó que este verso está relacionado con la postura sexual 69, ya que las flechas que representan el retuit en la plataforma lucen como esta posición. Durante una entrevista para Sirius XM Radio, Gaga dio un profundo análisis track-by-track de ARTPOP donde explicó que esta tercera ola de feminismo es sobre no sentir la necesidad de estar a cargo o tomar el control como lo haría un hombre. Concluyó diciendo que la canción trata sobre «sentirse cómodo con estar debajo porque eres lo bastante fuerte para saber que no necesitas estar arriba para saber que vales la pena». De acuerdo con Annie Zaleski de The A.V. Club es una de las canciones con mayor temática sexual del álbum junto con «Sexxx Dreams».
«G.U.Y.» comienza con una introducción 8-bit similar a la del sencillo de 2011 «Judas» que hace referencia a Hímero, dios griego del deseo sexual e hijo de Afrodita y posiciona a Gaga en un papel de anfitriona. Maura Johnston de Spin comparó esta sección con el material de Cyborgasm (1993), el «primer CD erótico». El primer verso cantado expresa el deseo de Gaga de que su hombre la sujete y le haga el amor así como también habla sobre ceder el control y entregarse. Sin embargo, Gaga cambia esta idea durante el preestribillo al cantar sobre adoptar la responsabilidad del papel masculino en la relación; «Voy a vestir la corbata, quiero que el poder te deje/Estoy apuntando al control total de este amor». De acuerdo con Sciarreto, «la corbata podría también ser un dispositivo literal usado para atar a alguien y tomar su control. Pero esto no tiene que ser en el dormitorio, tampoco. Se podría estar refiriendo a su comunicación sobre cualquier cosa en la vida». El puente de la canción afirma que la intérprete ha estado en ambos roles y que está bien con cualquier de los dos ya que está enamorada. Durante el estribillo canta de una manera infinitamente cíclica tanto «quiero ser ese muchacho» como «quiero ser la chica bajo ti» para expresar que es capaz de interpretar ambos roles simultáneamente.

## Recepción

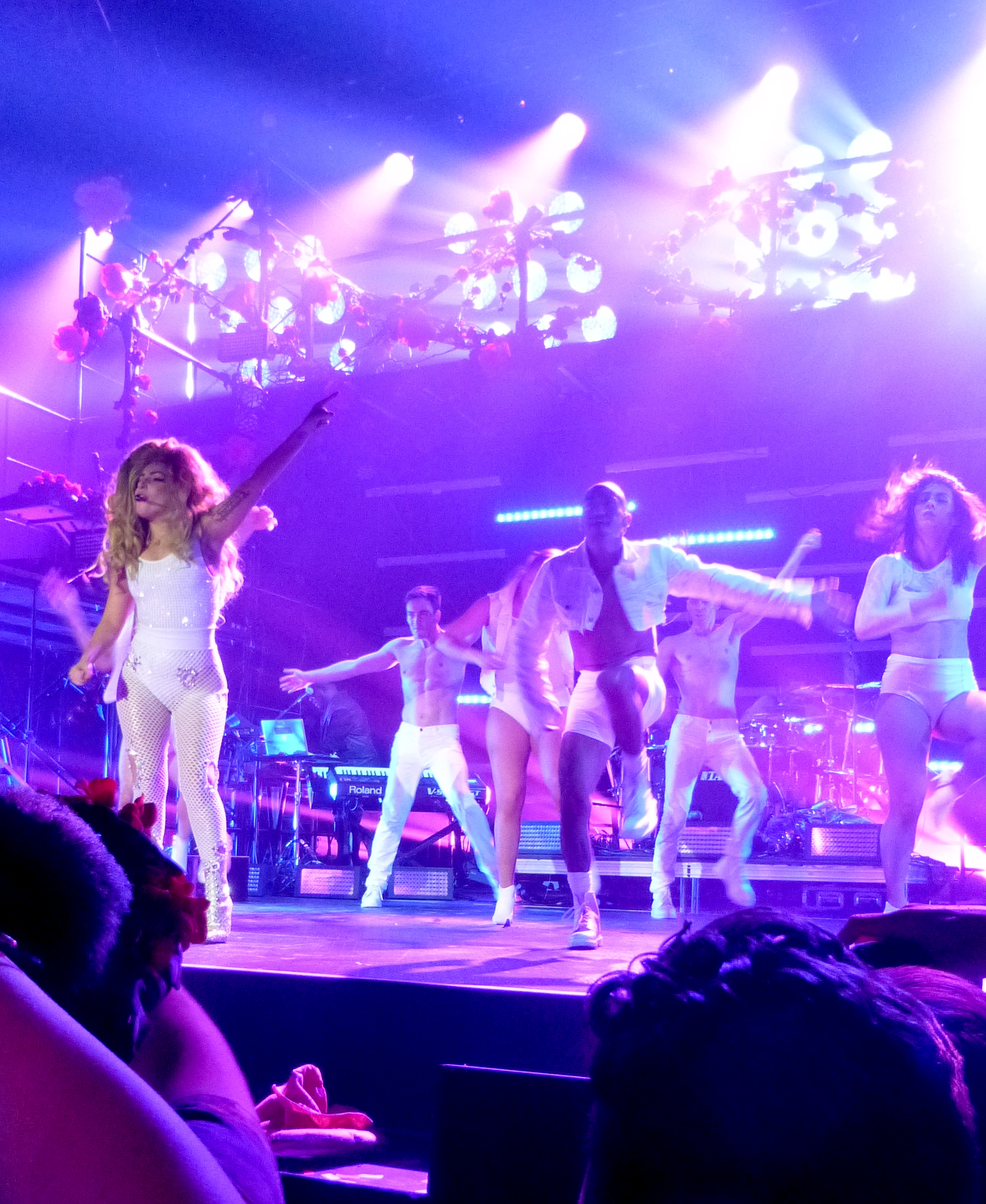
Lady Gaga presentó «G.U.Y.» en el Roseland Ballroom en Manhattan, Nueva York, durante su primera residencia de conciertos en la localidad.

### Comentarios de la crítica
«G.U.Y.» contó con comentarios positivos en general por parte de los críticos de música. En su revisión track-by-track de Artpop, Jason Lipshutz de Billboard describió la canción como una «escalofriante sirena dance» sobre igualdad sexual y sumisión sexual y elogió su gancho por ser un «puñetazo» que «bate la moraleja para crear el primer y verdadero momento sobresaliente de Artpop». Además, comparó la producción de Zedd con un nido de avispas. Brent Faulkner del sitio web Starpulse compartió esta opinión y creyó que la canción continuó con la «rareza» establecida con las primeras dos canciones del trabajo. James Reed de The Boston Globe la calificó junto con otras cuatro pistas del disco como una de las «canciones pop más memorables del año, incluso si nunca encabezan las listas». Por su parte, Sal Cinquemani de la revista Slant dijo que, si bien no es para nada innovadora por explorar una inversión en los roles sexuales, «Gaga la ejecuta como si fuera una aprendiza dedicada». También la comparó con la «insulsa chica fiestera» de su sencillo «LoveGame». Aunque Rachel Bolland de The Line Of Best Fit llamó a su letra «ridícula», Michael Wood de Los Angeles Times describió a la pista como «vibrante». Maura Johnston de Spin notó que «G.U.Y.» es «una oda sobre asumir el papel sumiso en una relación» y que es más «severa» que «Alejandro». De acuerdo con Mike Driver de la revista Clash, la producción «atrapa de manera inmediata la sinapsis» del disco y, según Philip Matusavage de musicOMH, es una de las mejores canciones en la obra y «contagiosamente dominante». Andy Gill de The Independent sintió que la interpretación vocal «robótica» de Gaga en la canción hizo que el tema de atracción sexual «pareciera sombríamente desnaturalizado». Antes de otorgarle cuatro puntos sobre cinco, Lucina Sinclair del sitio Popdust escribió:

«Este es otro éxito clásico de Gaga. La pista suena un montón como el hito anterior de Gaga, «Poker Face». Es un ritmo vanguardista con una melodía poderosa. La estrella pop destaca su rango vocal y talento musical en esta pista mientras la mantiene animada y divertida. Escucharás esta melodía en la parte de atrás del auto de tu flechazo (atrás porque, si ya fueran una pareja, estarías en el asiento del pasajero) o en la pista de baile de tu club favorito. Ser intercambiable es uno de los mayores talentos de Gaga. Hay tanta variedad en este álbum, y "G.U.Y." es del tipo que todos hemos aprendido a amar en nuestra experiencia como pequeños monstruos».

Evan Sawdey de PopMatters elogió la manera en que Gaga expresa sentimientos «genéricos» al elegir palabras específicas en el disco y escogió a la canción como ejemplo: «"G.U.Y." juguetea con los roles de género en una habitación, lo cual está bien por sí mismo, pero dado el hecho de que ya ha hecho esta clase exacta de canción en la forma de la infinitamente superior "Government Hooker" de Born This Way (2011), se siente más como un refrito que como una nueva visión». John Walker de MTV Buzzworthy notó reminiscencias del álbum The Fame (2008) en la base de sintetizadores de «G.U.Y.» y comentó que «desearía que la música con la que la combinó fuera tan equitativa como innovadora» aunque su contenido lírico expresaba los nuevos objetivos de la cantante. También le otorgó una puntuación de cuatro «miradas de Marina Abramovic» sobre cinco. Bradley Stern de MuuMuse lo llamó un «himno nacional para todos los pasivos con poder de todas partes» y elogió el estribillo por ser «uno de los cortes más inmediata e interminablemente preparados para la repetición en el disco». En su reseña del disco, Caryn Ganz de la revista Rolling Stone comentó: «Gaga examina el sexo y el poder en el amolador gótico de "G.U.Y."». Stacy-Ann Ellis de  Vibe consideró a la canción «casi inteligente» y Robert Copsey de Digital Spy elogió el bajo «rectificado»,  los sintetizadores «precipitados» y su estribillo «hipnótico». Owen Myers de Dazed & Confused felicitó la ambigüedad presente en la canción al decir que «esta maravilla pop» hubiera sido una mejor elección como el primer sencillo de Artpop. Justin Miller de la revista Harper's Bazaar compartió esta opinión y pensó que tanto su composición dance como sus letras mostraban una fuerte inspiración en Afrodita. Ericka Welch de The Huffington Post alabó la letra de la canción, su naturaleza de himo y los temas que trata. De acuerdo con Welch, la voz de Gaga se mostró confiada en la pista y mostró «que Gaga aún es una de las músicas más inteligentes en la industria pop, al infundir un ritmo adictivo con una filosofía feminista».
Kevin Fallon de The Daily Beast notó que «G.U.Y.» es una pista «complicada» donde la producción es tan caótica que ahoga su encomiable gancho y lo hace sonar como un «nido de abejas zumbando». Melinda Newman de HitFix la calificó con una C (lo que en el método de evaluación estadounidense representa regular) y criticó su producción por ser «anticuada». Preston Jones de Fort Worth Star-Telegram llamó la canción «contudente» y pensó que demostró que Gaga «ha estado, desde el principio, más o menos creativamente en quiebra». Allan Moses Rodricks de The Hindu sintió que tanta experimentación con la música provocó una producción de baja calidad en la canción. Allison Stewart de The Washington Post criticó la canción al decir que contenía todo el cliché posible, «juegos de rol, malos juegos de palabras, un gancho asesino, letras de las que se arrepentirá en cinco años. Como muchas canciones aquí, está altamente sexualizada, lo cual es diferente a decir que es sexy, porque el aire de destacamento sexual de Gaga rivaliza con el de Rihanna». Michaelangelo Matos de New York Post sintió que letras como «love me, love me, please, retweet» la hicieron lucir muy forzada. Chris Bosman de Time cuestionó la justificación para escuchar canciones del álbum como «G.U.Y.» en lugar de los viejos éxitos de Gaga. Sintió que esta pista y «Venus» sonaban muy similar y que hubiera sido mejor que fueran una sola. Lydia Jenkin de The New Zealand Herald no pudo descifrar si las letras eran interesantes o «sólo confusas». Brian Tank de The Buffalo News llamó a «G.U.Y.» una canción «pegadiza y divertida» que crea una sensación feliz para bailar. Al escribir para Fact, William Bennett la describió como increíble. Mikael Wood de Los Angeles Times sintió que esta pista ayudó a que ARTPOP tuviera un sonido «fresco». Clare Considine de Time Out encontró que la canción estuvo inspirada por el trabajo de Madonna y David Bowie en su «alegría pansexual cósmica». Brad Wheeler de The Globe and Mail destacó los elementos eróticos asociados con el tema y agregó en tono de broma que «uno se imagina que el coreógrafo de Gaga está ocupado trabajando sobre las posibilidades eróticas en vivo de la canción mientras hablamos».

### Rendimiento comercial
Antes de su lanzamiento como sencillo, «G.U.Y.» se posicionó en el cuarenta y dos de la lista de popularidad South Korean Gaon Chart por vender 3 362 copias digitales. Debutó como la segunda entrada más alta en el Billboard Hot 100 en el puesto número setenta y seis la semana del 13 de abril de 2014. Entre los puntos totales que consiguió para entrar en la lista, el 72% se debió a la actividad de streaming, lo que le permitió llegar al número treinta y uno del conteo Streaming Songs —uno de los componentes para el Hot 100— con dos millones de reproducciones tras el estreno del vídeo musical el 22 de marzo. Nielsen Broadcast Data Systems rastreó las corrientes de la primera semana completa del lanzamiento del vídeo musical, desde el 24 hasta el 30 de marzo. El vídeo permitió que «G.U.Y.» obtuviera dos millones de streams estadounidenses durante la semana de seguimiento a través de varios servicios de transmisión. El punto total también incluyó reproducciones del vídeo musical que solo contiene las escenas correspondientes a «G.U.Y.», el cual debutó cinco días más tarde. La suma del streaming de la canción marcó un aumento del 98% en la actividad general de streaming para la canción con respecto a la semana de seguimiento anterior.
El lanzamiento del vídeo también ayudó a que Gaga volviera a entrar en el Social 50 en el puesto veintiséis tras un aumento del 86% de visitas en su canal de Vevo, un incremento del 87% de menciones en Twitter y una subida del 84% de conversaciones en Facebook. Dos semanas después debutó en el puesto número treinta y cinco de la lista Pop Songs y más tarde ascendió hasta el veintinueve. Llegó al cuarto lugar del conteo Hot Dance Club Songs y al décimo octavo lugar del Bubbling Under Hot 100 Singles. «G.U.Y.» también debutó en los puestos noventa y nueve en Francia y ochenta y ocho en Australia. Respectivamente alcanzó los puestos veinte y veintiocho de la edición flamenca y de la valona del conteo belga Ultratip gracias a las reproducciones de su vídeo y más tarde ascendió hasta los números ocho y trece.

## Vídeo musical

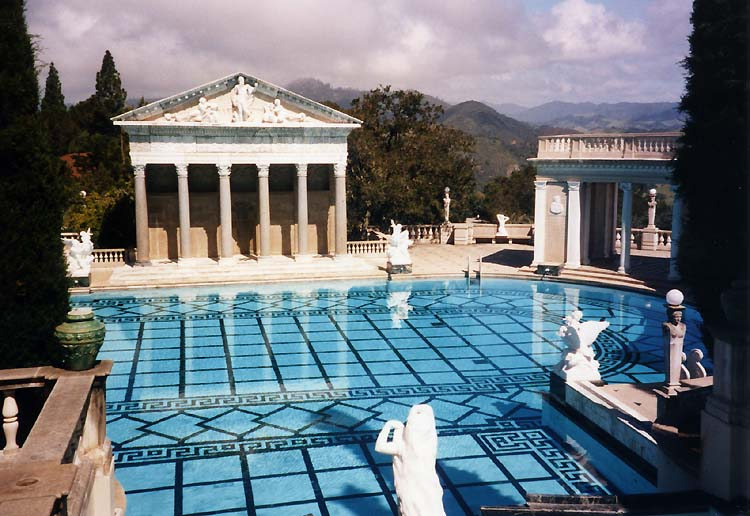
Junto con las piscinas interiores y las terrazas, la Piscina de Neptuno formó parte del set de filmación en la localidad.

### Antecedentes y grabación
El vídeo musical para «G.U.Y.» fue filmado en el Castillo Hearst, palacio situado cerca de San Simeón, California, a mediados de febrero de 2014. La misma cantante estuvo encargada de dirigir la filmación y le tomó seis días de trabajo bajo la producción de Nicole Ehrlich y Andrew Listermann. Aunque la grabación de proyectos lucrativos en la localidad está prohibida, Gaga ofreció una suma de más de $250 000 a la Hearst Castle Preservation Foundation para que se le permitiera grabar en el castillo. La noticia atrajo la atención de los medios de comunicación, ya que era la primera vez desde 1960 que filmaban un proyecto de vídeo allí, siendo el último de ellos para la película épica Espartaco de Stanley Kubrick; la escritura de regalo hecha por la Hearst Corporation prohibió cualquier filmación comercial en el lugar. A finales de marzo, la intérprete declaró para Access Hollywood que se sintió muy honrada de que le permitieran grabar en la localidad y explicó que escribir el guion fue una gran experiencia. Tras decir que la intención del proyecto era crear una especie de «mapa de mi viaje, sobre ser una artista, una cantante pop, una persona creativa» continuó diciendo:

«Las pelucas que uso fueron hechas por Jim Henson Studios, la flecha, la Haus of Gaga la hizo. Es interesante porque en este vídeo... la moda y el estilo psicótico de la fantasía está sucediendo alrededor mío por completo y se trata de mí, casi como en Alicia en el País de las Maravillas, cayendo por mi propia conejera en mi cerebro y reexperimentando el último año de mi vida. Cada momento en el que estuvimos filmamos juntos fue muy alegre y muy divertido, tengo una teoría que dice que si puedes capturar el sentimiento en el filme durará para siempre y si la experiencia de la filmación es verdaderamente agotadora y terrible y estresante, será comprendido».

El filme contó con la participación de Andy Cohen como Zeus y del elenco de The Real Housewives of Beverly Hills (RHOBH), específicamente de Lisa Vanderpump, Yolanda Foster, Carlton Gebbia, Kyle Richards y Kim Richards, quienes actuaron tocando instrumentos. Richards y Vanderpump también acompañaron a Gaga durante diferentes secuencias en el corto, donde el trío aparecía tomando venganza contra los hombres de la corporación. Vanderpump explicó que fue Cohen quien las contrató desde Bravo para realizar papeles secundarios en el proyecto. Richards notó que Gaga era una perfeccionista en el set: «Quería que nos sintiéramos y viéramos hermosas y feroces. Hay una escena donde mato a un hombre. Ella estaba como, "quiero que agites esa cola de caballo aún más. Regresa y exagera mucho el tironeo de tu cabeza." Yo estaba como "lo que tú digas." Incluso si termino con latigazo cervical, está bien. Lady Gaga me dijo que lo hiciera». Por su parte, Vanderpump declaró que la cantante se encargó de todos los detalles de la producción: «Meterme en un traje de encaje, no hay muchas personas por las que haría eso. Tengo 53 años, por el amor de Dios. Dijo, "esto es lo que vas a usar". Miré esta cosa y era ropa interior de encaje de pies a cabeza. Pensé "Jesús", pero después pensé: "Bueno, eres Lisa Gaga"». Richards quería personalmente tocar la guitarra ya que había estado tomando lecciones.
Gaga también invitó a SkyDoesMinecraft, famoso jugador de Minecraft en YouTube, para que participara en una escena donde la cantante revive hombres famosos fallecidos a través del juego tridimensional. La artista había sido seguidora del juego desde que Martyn Littlewood de The Yogscast lo usó para crear una parodia de su sencillo «Born This Way» (2011), la cual le gustó. También utilizó Minecraft y LEGO para crear pequeños objetos como frutas y sillas en el vídeo. La temática tridimensional se expandió hasta la utilización de la escultura de LEGO Yellow del artista Nathan Sawaya —la cual mostraba un hombre que se abría su pecho— en una secuencia donde la cabeza de Gaga aparecía superpuesta sobre la obra. Sawaya recordó que Gaga lo había contratado para colaborar en el vídeo musical. Acordaron mutuamente la idea de hacer arte «accesible» y hablaron sobre las diferentes esculturas que podrían crear, entre ellas un duplicado de Yellow, pero sin cabeza. El escultor viajó hasta el Castillo Hearst para colocar las obras para el rodaje. También hubiera contado con la aparición de un loris perezoso pero la directora decidió no usarlo debido a que el primate la mordió. La cantante vistió varios vestidos de diseñador en el vídeo, como por ejemplo, un traje blanco con un gran tocado por Jean Paul Gaultier, vaqueros por Versace, un traje de baño rojo por La Perla y uno negro por el sello español POL, joyas de Lynn Ban y unas sandalias hechas por encargo de Ruthie Davis. Las escenas de homicidio mostraron diseños por Helen Yarmak, trajes de encaje por Somarta y tocados emplumados de Arturo Ríos. La diseñadora Bea Szenfeld creó un vestido de papel que se asemejaba a un oso de peluche así como también otros de alta costura. Finalmente, Gaga y sus bailarines de respaldo también vistieron prendas doradas creadas por Atsuko Kudo.

### Publicación y trama

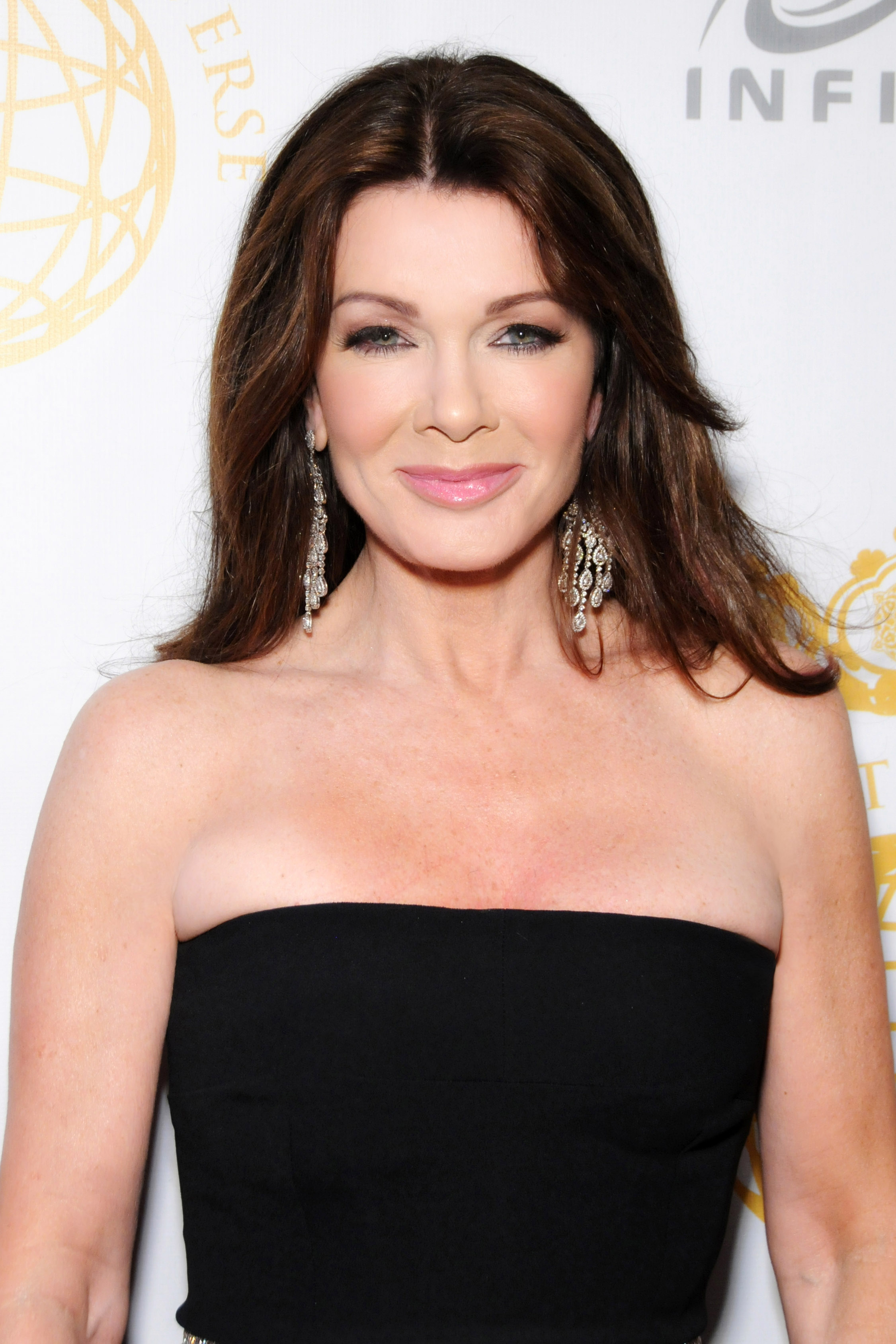
Lisa Vanderpump aparece en el vídeo musical de «G.U.Y.» como compañera de la cantante en las escenas de homicidio.

Un par de días después de confirmar durante el South by Southwest que estrenaría su siguiente vídeo musical la próxima semana, la intérprete publicó un still del proyecto en su cuenta de Littlemonsters.com. Durante una entrevista en The Today Show el 21 de marzo, Gaga estrenó un vídeo detrás de cámara donde se veían escenas en el Castillo Hearst, vestuarios inspirados en la mitología griega, nado sincronizado y coreografías.
 Antes del estreno del vídeo anunció a través de su cuenta de Instagram que una versión de dos minutos se estrenaría en la NBC y que la completa estaría disponible en su cuenta de VEVO. Más tarde agradeció a sus seguidores por el apoyo que le dieron. El filme oficial se estrenó el 22 de marzo de 2014 bajo el nombre G.U.Y. — An ARTPOP film, mientras que una versión corta correspondiente solo a las escenas de la canción principal se estrenó cinco días más tarde. Junto con el lanzamiento del vídeo, el hotel The Out NYC cambió su nombre temporalmente a The G.U.Y. Hotel y lo mantuvo así hasta el 10 de abril de 2014. Situado en el centro neoyorquino, el hotel también abrió una galería sobre Gaga que comenzó el 28 de marzo —el mismo día que el cumpleaños de Gaga— para exhibir los accesorios y los vestuarios incluidos en el vídeo musical. Además, la galería celebró un concurso para que un admirador pudiera ganar una entrada para la última presentación de la cantante en el Roseland Ballroom el 7 de abril.
El vídeo comienza con «Artpop» sonando mientras un grupo de hombres en traje se pelea por dinero y Gaga está en un pozo lleno de cenizas vestida como un ángel caído o un fénix herido. Tras arrastrarse fuera del pozo y ponerse en pie, sucia y con una flecha que le atraviesa el pecho, la protagonista emprende un viaje para llegar a un «nuevo y brillante reino», el Castillo Hearst. El ángel se desploma en las puertas del palacio y muere para que luego unos guardias lo recojan y lo lleven dentro del reino mientras «Venus» empieza a sonar. Una vez en las instalaciones, ambos hombres llevan a Gaga, con sus brazos extendidos y su cuerpo erecto para formar una cruz, hasta la zona de la piscina donde un grupo de personas la sumergen en las aguas. Renacida con un «atuendo blanco de diosa», Gaga festeja con el reino mientras comienza a cantar y a bailar «G.U.Y.»; otras tomas muestran al elenco de The Real Housewives of Beverly Hills vestido de rosa haciendo playback, a Andy Cohen en el cielo representando a Zeus y nadadoras de nado sincronizado.
Se intercalan escenas de Gaga con arbustos de flores blancas en el fondo, en una habitación con un aspecto similar al de Donatella Versace o representando a los Erotes mientras baila y manipula un arco y una flecha. Luego, la intérprete aparece con SkyDoesMinecraft. Sky la ayuda a devolver a la vida a Michael Jackson, a Mahatma Gandhi y a Jesús para tomar muestras de sangre de ellos y crear clones de un hombre perfecto. La escena cambia para mostrar a Gaga con un grupo de clones y dos housewives dirigiéndose a la corporación que la lastimó para vengarse. El vídeo termina con los clones creados siendo liberados en el mundo para difundir su mensaje. Aunque la obra dura casi 12 minutos, aproximadamente los últimos cuatro minutos muestran créditos mientras suena «MANiCURE».

### Recepción y análisis
| «Está muy abierto a interpretaciones para cualquiera que lo mire. Hay algunas imágenes artísticas y otras imágenes realmente pop y creo que el truco está en mirarlo un par de veces y así atraparás algo cada vez. Pero está bien estar confundido porque la intención era que haya una calidad alucinógena cuando lo miraras, como Pop Culture Acid». —Lady Gaga, hablando para Sirius XM sobre los diferentes temas del vídeo. |

El vídeo musical recibió diferentes tipos de reseñas por parte de los críticos. Para Bradley Stern de MuuMuse, Gaga logró convertir el «himno de pasiva con poder en una adaptación épica de Ciudadano Kane y El Gran Gatsby». Más tarde, Stern lo describió como «siete minutos de una alucinante inmersión profunda hacia los nuevos y asombrosos niveles de la importancia propia y la locura certificable» y lo consideró el vídeo «más grandioso» desde los de «Bad Romance» y «Telephone». Chiderah Monde del periódico neoyorquino Daily News llamó al vídeo «otro ejemplo del resurgimiento de los vídeos musicales como películas cortas» y notó un «guiño al estilo de Michael Jackson». A Nick Barnes de Unreality TV le recordó a filmes anteriores de la cantante especialmente al de «Paparazzi» y escribió que fue uno de los mejores vídeos que vio de Gaga en un tiempo. Concluyó diciendo: «Es espectacular, y les sugiero que le den una oportunidad. No se decepcionarán». Una reseña publicada por TV Guide en Daily Review Atlas escribió que fue «tan bizarro como se podría esperar» mientras que Nidhi Tewari de la publicación en línea International Business Times hizo énfasis en la sensualidad de la intérprete durante el vídeo. Harriet Gibsone de The Guardian lo llamó una «mirada épica y ostentosa al capitalismo, el feminismo y un desfile de sombreros tontos y hombres en topless».
Christina Lee de Idolator lo llamó «extravagante» y encontró similitudes con el lanzamiento del vídeo musical para «Remember the Time» de Jackson, con Gaga anticipando «G.U.Y.» a través de adelantos y de su estreno. Marissa G. Muller de MTV News elogió el estilo, las coreografías, la apariencia de las RHOBH en el vídeo y a todos los que trabajaron y aparecieron en los créditos al decir: «Si bien es una medida humillante centrar la atención en las constribuciones de todos los demás, también es un recordatorio de lo verdaderamente épica que es esta producción. Va a ser muy duro para Gaga superar este vídeo». La grandiosidad del cortometraje impresionó a Adam Markovitz de Entertainment Weekly, quien lo llamó un «delirio camp pop». Lo comparó con películas del director Jean Cocteau y propuso diferentes teorías sobre la trama del vídeo al describirlo como una oda al viejo y al nuevo Hollywood y una sátira sobre «subordinación ante las empresas». Whitney Phaneuf de HitFix compartió esta opinión al llamarlo una «fuerte dosis de camp y cultura pop». Andrew Benkovic de The Huffington Post encomió la inclusión de otras canciones de ARTPOP en el vídeo al creer que podría promover otro lado del álbum. También pensó que el filme no era sorprendente pero, sin embargo, era entretenido y trasfigurado gracias al estilo visual y a la trama. Concluyó diciendo que fue un gran comienzo para la segunda fase de promoción del disco.
Kevin Rutherford de Billboard dijo que Gaga nunca tuvo «problema para unir el arte a la música y [que] no está mostrando señales de detenerse pronto con su nuevo vídeo musical». Isaiah Thomas del periódico El Espectador notó que el corto fue una respuesta de Gaga hacia las acusaciones de «venderse» al mundo corporativo, especialmente al final del mismo, cuando Gaga asesina a los jefes de las corporaciones que supuestamente destruyeron su libertad al principio. Dharmic X de Complex describió la publicación como «vibrante», tanto como puede esperarse de Gaga. Samantha Grossman deTime esperó que el vídeo estuviera lleno de imágenes extrañas y vestuarios extravagantes, pero se mostró decepcionada por lo «bizarro» que resultó. Sal Cinquemani de Slant Magazine dio una reseña negativa del filme por su trama «apagada» y porque su resultado final fue «poco atractivo» para una canción que habla sobre sumisión sexual. Cinquemani comparó las escenas de nado sincronizado con el musical La primera sirenita (1952). En un comienzo, Elinor Cosgrave de Contactmusic.com comentó que Gaga «se había superado a sí misma con una mezcla de simbolismos» pero que las referencias a Cristo y al renacimiento mezcladas con la falta de coherencia en la trama hicieron que el cortometraje fuera «bizarro a la larga».

## Presentaciones en vivo

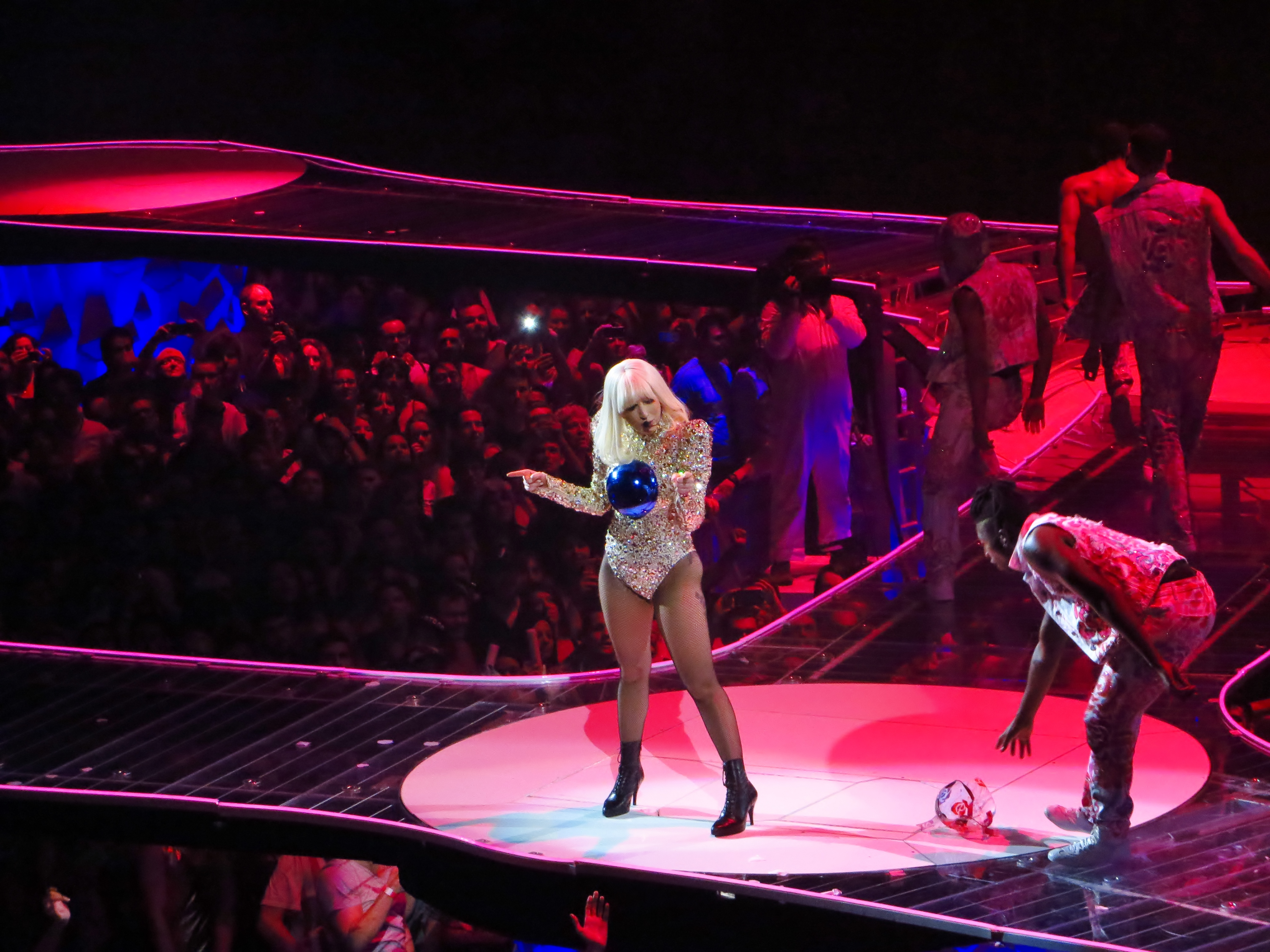
Lady Gaga, interpretando «G.U.Y.» durante el artRAVE: The ARTPOP Ball Tour.

Lady Gaga interpretó por primera vez «G.U.Y.» durante su primera residencia de conciertos en el Roseland Ballroom de Manhattan, Nueva York. Después de más de 50 años de su inauguración, el 19 de octubre de 2013 se anunció oficialmente que el Roseland Ballroom cerraría sus puertas en abril de 2014 y, un mes más tarde, que Gaga sería la encargada de dar los últimos espectáculos del recinto. Gaga realizó los conciertos días 28, 30 y 31 de marzo y 2, 4, 6 y 7 de abril donde interpretó «G.U.Y.» vestida con un atuendo blanco como canción de cierre del repertorio de once temas. La cantante interpretaba la canción vestida con un traje blanco y bailando una coreografía similar a las de «LoveGame» y «Paparazzi» junto a sus bailarines. La presentación terminaba con una reverencia de los intérpretes y una lluvia de confeti. El 2 de abril, previo al cuarto concierto, Gaga apareció en el programa Late Night with David Letterman e invitó a la audiencia a asistir a su presentación de esa noche. El programa transmitió las presentaciones de «Dope» y «G.U.Y.», siendo la de la última su primera y única presentación transmitida por televisión. Amy Sciarretto de PopCrush declaró que «este par de melodías demostró el poder de Gaga como artista de performance». Amanda Holpuch de The Guardian recordó que la presentación de «G.U.Y.» recibió «tanto amor como el primer gran éxito [de Gaga], "Just Dance"». April Spanos de The Village Voice llamó «dúo de poder» de la noche a «Applause» y «G.U.Y.». Añadió que la segunda fue «particularmente agradable de escuchar en vivo; el ritmo de Zedd estuvo hecho para ser experimentado en un club y su crujido se sintió en toda la pista de baile». Por el contrario, Hilary Hughes de USA Today sintió que los momentos simples de la actuación, como las versiones atenuadas de sus sencillos como «Born This Way» y «Poker Face», brillaron sobre las extravagantes coreografías durante «Bad Romance» y «G.U.Y.». El último día de la residencia en Roseland, Gaga hizo una reverencia con sus bailarines tras la presentación y dijo: «Roseland, gracias a todos por los maravillosos recuerdos que nos han dado... Gracias por darnos esta histórica oportunidad».
Gaga también presentó la canción durante su gira artRAVE: The ARTPOP Ball. Para la presentación, segunda en el repertorio, la cantante vistió un leotardo enjoyado de Versace, el cual tenía una esfera de contemplación azul de Jeff Koons colocada sobre el pecho. Gaga complementó el vestido con un par de alas con plumas mientras lucía una peluca rubia que recordaba a su apariencia durante la era de The Fame. Tras la interpretación de «ARTPOP», Gaga se quitaba las alas y se dirigía a la rampa seguida por sus bailarines para interpretar «G.U.Y.». Realizaban una rutina de baile durante los versos intermedios que recordaba a la del vídeo musical y terminaban dirigiéndose al escenario principal mientras bailaban enérgicamente. Ross Raihala de St. Paul Pioneer Press dio una reseña positiva sobre el acto al decir que la canción sonaba «fenomenal» en su versión en vivo. Chuck Yarborough de The Plain Dealer notó que Gaga cantó con una pista de respaldo durante la presentación de «G.U.Y.» pero concluyó que «ella y una talentosa cuadrilla de bailarines mantuvieron un ritmo maníaco que coincidía con el frenesí de la noche».

## Formatos
- Descarga digital

| «G.U.Y.» |          |          |  |
| N.º      | Título   | Duración |  |
| 1.       | «G.U.Y.» | 3:52     |  |

| «G.U.Y. (Remixes)» |                                     |          |  |
| N.º                | Título                              | Duración |  |
| 1.                 | «G.U.Y.» (St. Lucia Remix)          | 5:29     |  |
| 2.                 | «G.U.Y.» (Rami Samir Afuni Remix)   | 4:28     |  |
| 3.                 | «G.U.Y.» (Wayne G Throwback Anthem) | 7:53     |  |
| 4.                 | «G.U.Y.» (Lovelife Remix)           | 3:15     |  |
| 5.                 | «G.U.Y.» (KDrew Remix)              | 4:45     |  |

## Posicionamiento en listas

### Semanales
| País              | Lista                              | Mejor posición |      |      |      |      |      |
| 2013              | 2013                               | 2013           | 2013 | 2013 | 2013 | 2013 | 2013 |
| ----------------- | ---------------------------------- | -------------- | ---- | ---- | ---- | ---- | ---- |
| Corea del Sur     | Gaon Chart                         | 42             |      |      |      |      |      |
| 2014              |                                    |                |      |      |      |      |      |
| Australia         | Australian Chart                   | 88             |      |      |      |      |      |
| Bélgica (Flandes) | Ultratip                           | 7              |      |      |      |      |      |
| Bélgica (Valonia) | Ultratip                           | 13             |      |      |      |      |      |
| Croacia           | Airplay Radio Chart                | 7              |      |      |      |      |      |
| Eslovaquia        | Rádio Top 100                      | 73             |      |      |      |      |      |
| Estados Unidos    | Billboard Hot 100                  | 76             |      |      |      |      |      |
| Estados Unidos    | Hot Dance Club Songs               | 4              |      |      |      |      |      |
| Estados Unidos    | Pop Songs                          | 29             |      |      |      |      |      |
| Estados Unidos    | Streaming Songs                    | 31             |      |      |      |      |      |
| Finlandia         | Suomen virallinen radiosoittolista | 38             |      |      |      |      |      |
| Francia           | French Singles Chart               | 92             |      |      |      |      |      |
| Grecia            | Greece Digital Songs               | 8              |      |      |      |      |      |
| Israel            | Media Forest                       | 1              |      |      |      |      |      |
| Líbano            | Lebanese Top 20                    | 20             |      |      |      |      |      |
| República Checa   | Rádio Top 100                      | 45             |      |      |      |      |      |
| Reino Unido       | UK Singles Chart                   | 115            |      |      |      |      |      |

### Certificaciones
| País   | Organismo certificador | Certificación | Ventas certificadas | Ref.    |
| ------ | ---------------------- | ------------- | ------------------- | ------- |
| Brasil | ABPD                   | 2× Platino    | 80 000              | [ 160 ] |

## Historial de lanzamientos
| País           | Fecha               | Formato        | Discográfica            |
| -------------- | ------------------- | -------------- | ----------------------- |
| Italia         | 28 de marzo de 2014 | Emisión radial | Streamline              |
| Estados Unidos | 8 de abril de 2014  | Emisión radial | Streamline e Interscope |
| Reino Unido    | 12 de mayo de 2014  | Emisión radial | Polydor                 |

## Créditos y personal
- Masterización – Gene Grimaldi
- Mezcla – Zedd
- Mezcla (asistente) — Jesse Taub, Ryan Shanahan
- Producción – Lady Gaga, Zedd
- Grabación – Dave Russell
- Grabación (asistente) – Benjamin Rice
- Voz de la introducción – Sonja Durham
- Composición – Lady Gaga, Zedd

Fuentes: Discogs.